# Co se stalo se Zuzanou?
Co se stalo se Zuzanou? je rozhlasová detektivka pro mládež, ve které dvojčata-školáci formou dokumentu-podcastu pátrají po osudu své starší sestry Zuzany; ta zemřela před jejich narozením. Příběh autorky Hany Lehečkové čerpá inspiraci z jejího románu Poupátka. Režii měl Josef Kačmarčík, v hlavních úlohách hráli Nina Rudišová a Samuel Budiman. Premiéru vysílalo Rádio Junior Českého rozhlasu 2. února 2022, reprízu 13. téhož měsíce.

## Obsazení
| Nina Rudišová   | Ela Kopecká, dvojče    |
| Samuel Budiman  | Tadeáš Kopecký, dvojče |
| Lenka Zbranková |                        |
| Igor Orozovič   |                        |
| Matěj Převrátil |                        |
| Lucie Trmíková  |                        |
| Denisa Barešová |                        |
| Adam Ernest     | Zdeněk                 |
| Tomáš Weisser   |                        |
| Anežka Šťastná  |                        |

### Další profese
- Dramaturgie: Lenka Veverková
- Zvukový mistr: Jitka Špálová
- Zvukový design: Matouš Hejl

## Recenze
- Jan František Kovařík, Radio Junior  100 %[2]